# Susan Brown
Susan Elizabeth Brown (Bristol, 6 maggio 1946) è un'attrice britannica.

## Biografia
Attrice inglese molto attiva nella televisione e nel teatro, tra le sue interpretazioni si ricordano quella di Septa Mordane nella serie televisiva HBO Il Trono di Spade (2011) e il ruolo di June in The Iron Lady (2012). Apprezzata interprete teatrale, è stata candidata al Tony Award alla miglior attrice non protagonista in un'opera teatrale nel 2018 per la sua interpretazione in Angels in America - Fantasia gay su temi nazionali.

## Filmografia parziale

### Cinema
- Anni '40 (Hope and Glory), regia di John Boorman (1987)
- Ritorno a Brideshead (Brideshead Revisited), regia di Julian Jarrold (2008)
- The Iron Lady, regia di Phyllida Lloyd (2011)
- Now Is Good, regia di Ol Parker (2012)
- La ragazza del dipinto (Belle), regia di Amma Asante (2013)
- Storia di Maria (Mary), regia di D.J. Caruso (2024)

### Televisione
- Private Investigator – serie TV, 1 episodio (1959)
- Sui sentieri del West (The Outcasts) – serie TV, episodio 1x16 (1969)
- New Scotland Yard – serie TV, 1 episodio (1972)
- Quattro dinamici fratelli (The Kids from 47A) – serie TV, 9 episodi (1973-1974)
- Coronation Street – serie TV, 3 episodi (1985, 2006)
- Andy Capp – serie TV, 6 episodi (1988)
- Prime Suspect – serie TV, 1 episodio (1991)
- Metropolitan Police (The Bill) – serie TV, 4 episodi (1991-1999)
- Casualty – serie TV, 3 episodi (1992-2014)
- Lovejoy – serie TV, 1 episodio (1993)
- September Song – serie TV, 10 episodi (1993-1995)
- Taggart – serie TV, 1 episodio (1998)
- The Vice – serie TV, 1 episodio (2001)
- Holby City – serie TV, 3 episodio (2001-2010)
- Wire in the Blood – serie TV, 2 episodi (2002)
- Dalziel and Pascoe – serie TV, 1 episodio (2004)
- Rose and Maloney – serie TV, 6 episodi (2004)
- Musketeers - Moschettieri (La Femme Musketeer), regia di Steve Boyum – film TV (2004)
- Torchwood: Children of Earth – serie TV, 5 episodi (2009)
- Doctors – soap opera, una puntata (2010)
- Waking the Dead – serie TV, 2 episodi (2011)
- Il Trono di Spade (Game of Thrones) – serie TV, stagione 1, 6 episodi (2011)
- L'ispettore Barnaby (Midsomer Murders) – serie TV, episodio 14x05 (2011)
- Testimoni silenziosi (Silent Witness) – serie TV, 1 episodio (2012)
- L'amore e la vita - Call the Midwife (Call the Midwife) – serie TV, 1 episodio (2013)
- Broadchurch – serie TV, 7 episodi (2013)
- Atlantis – serie TV, 1 episodio (2014)
- Agatha Christie's Partners in Crime – serie TV, 1 episodio (2015)
- Good Omens – serie TV, 1 episodio (2019)
- The Crown – serie TV, 1 episodio (2022)